# Jennifer Suhr
Jennifer ("Jenn") Suhr (nascuda Stuczynski) - (5 de febrer de 1982 a Freedonia, Nova York). és una atleta estatunidenca especialista en salt amb perxa i actual plusmarquista del seu país amb una marca de 4.92 m . aconseguida el 6 de juliol de 2008 a Eugene, Oregon, i que és la segona del rànquing mundial de tots els temps .
El 3 de març de 2013 obté el nou rècord en pista coberta amb una marca de 5,02 metres i que fins avui ostentava Yelena Isinbáyeva, als campionats dels Estats Units, que van ser disputats a Albuquerque.
Actualment resideix a Churchville, Nova York, i el seu entrenador és Rick Suhr.

## Resultats
| Any  | Competició                       | Lloc         | Lloc | Marca  |
| ---- | -------------------------------- | ------------ | ---- | ------ |
| 2005 | Campionat dels EUA Indoor        | Boston       | 1a.  | 4,35 m |
| 2006 | Campionat dels EUA Indoor        | Boston       | 3a.  | 4,50 m |
| 2006 | Campionat dels EUA Outdoor       | Indianapolis | 1a.  | 4,55 m |
| 2006 | Final Mundial de la IAAF         | Stuttgart    | 3a.  | 4,60 m |
| 2007 | Campionat dels EUA Indoor        | Boston       | 1a.  | 4,60   |
| 2007 | Campionat dels EUA Outdoor       | Indianapolis | 1a.  | 4,45   |
| 2008 | Campionat dels EUA Indoor        | Boston       | 1a.  | 4,70   |
| 2008 | Campionat del Món Indoor         | València     | 2a.  | 4,75   |
| 2008 | Proves de Classificació Olímpica | Eugene       | 1a.  | 4,92   |
| 2008 | Jocs Olímpics                    | Pequín       | 2a.  | 4,80   |
| 2009 | Campionat dels EUA Indoor        | Boston       | 1a.  | 4,83   |
| 2012 | Jocs Olímpics                    | Londres      | 1a.  | 4,75   |
| 2013 | Campionat Mundial                | Moscou       | 2a.  | 4,82   |
| 2015 | Jocs Panamericans                | Toronto      | 3a.  | 4,60   |
| 2016 | Campionat del Món Indoor         | Portland     | 1a.  | 4,90   |

## Rècords del món

### En pista coberta
- 5,02 m (Albuquerque, 3 de març de 2013)